# Čudno selo
Čudno selo je naselje u slovenskoj Općini Črnomlju. Čudno selo se nalazi u pokrajini Dolenjskoj i statističkoj regiji Jugoistočnoj Sloveniji.

## Stanovništvo
Prema popisu stanovništva iz 2002. godine naselje je imalo 90 stanovnika.